# Система безпеки і розвідки Хорватії
Систему безпеки та розвідки Республіки Хорватія (хорв. Sigurnosno-obavještajni sustav u Republici Hrvatskoj) реформовано в середині 2006 року шляхом ухвалення Закону Республіки Хорватія «Про систему розвідки та безпеку». Цей закон встановлює дві служби безпеки і розвідки (так звані спецслужби), цивільну — Агентство безпеки і розвідки та військову — Управління військової безпеки і розвідки, які й складають ядро системи безпеки та розвідки Хорватії.
Ці органи проводять свою діяльність згідно з Конституцією, відповідним національним законодавством, стратегією національної безпеки, оборонною стратегією та щорічними директивами щодо роботи служб безпеки. Їхня робота — предмет пильної уваги парламенту Хорватії, Президента Республіки, уряду, офісу Ради національної безпеки та Ради з цивільного нагляду за службами безпеки і розвідки.
Спільноту спецслужб, як військових, так і цивільних, Хорватія створила під час війни за незалежність, що нерозривно пов'язувалося з воєнними заходами Хорватії проти югославських і сербських сил. Їхні загальні витрати орієнтовно становили 66 694 656,84 доларів США.

## Історія
Після перших демократичних багатопартійних виборів у 1990 р. у рамках нової незалежної Хорватії розпочалося становлення державних інституцій.

### 1991-2002
Протягом 1990-х років центральним органом, покликаним дбати за національну безпеку, було Управління захисту конституційного ладу (Ured za zaštitu ustavnog poretka, UZPU), засноване президентом країни Франьо Туджманом 27 травня 1991 року. Воно було розпущено 21 березня 1993 року, коли другим рішенням Президента було утворено Управління національної безпеки (Ured za nacionalnu sigurnost, UNS), правовою базою для діяльності якого послужив Закон про Управління національної безпеки (Zakon o uredu za nacionalnu sigurnost) від 17 травня 1995. Цілі та завдання розвідувальних служб Хорватії визначав і Об'єднаний комітет національної безпеки (Stožerni odbor nacionalne sigurnosti, SONS) та Координаційний комітет розвідувальних служб (Koordinacijski odbor obavještajne zajednice, KOOZ). Роботу першого спрямовували і координували профільні міністерства у галузі національної безпеки, тоді як останній ніс відповідальність за виконання завдань, поставлених Об'єднаним комітетом національної безпеки. Ядро розвідувальної системи становили чотири залучені до розвідувальної роботи управління:
- Хорватська розвідувальна служба (Hrvatska izvještajna služba, HIS)
- Служба захисту конституційного ладу МВС РХ (Služba za zaštitu ustavnog poretka Ministarstva unutarnjih poslova RH, SZUP)
- Служба безпеки та інформації Міністерства оборони РХ (Sigurnosno-informativna služba Ministarstva obrane RH, SIS)
- Розвідувальне управління Генерального штабу Збройних сил РХ (Obavještajna uprava Glavnog stožera Oružanih snaga RH, ObU GSOSRH)

Директиви щодо роботи Управління національної безпеки (УНБ) і хорватських розвідувальних структур надходили від Президента Хорватії. Директор УНБ і державні міністри визначали завдання тих служб, за які вони відповідали. Координаційний комітет розвідувальних служб (ККРС) готував річний план розвідувальних структур, який складався з проектів та оперативних заходів, до виконання яких залучалися дві чи більше служб. Об'єднаний комітет національної безпеки затверджував щорічний робочий план розвідувальних структур і стежив за його виконанням. Крім вищезгаданих УНБ та інших установ, система безпеки у ширшому розумінні складалася з кримінальної поліції, військової поліції, митної служби, фінансової поліції, представники яких могли скликати засідання ККРС.

### 2002-2006
2002 року Парламент Хорватії ухвалив Закон про служби безпеки Республіки Хорватії (Zakon o sigurnosnim službama Republike Hrvatske) та Стратегію національної безпеки Республіки Хорватії (Strategija nacionalne sigurnosti Republike Hrvatske). Закон установив три служби безпеки:
- Розвідувальне агентство (Obavještajna agencija, OA)
- Агентство контррозвідки (Protuobavještajna agencija, POA)
- Військове агентство безпеки (Vojna sigurnosna agencija, VSA)

З метою співробітництва між Президентом і урядом Хорватії у справі керівництва роботою служб безпеки, та для узгодження оперативної роботи служб безпеки Рада з національної безпеки (Vijeće za nacionalnu sigurnost) створила Раду з координації органів безпеки (Savjet za koordinaciju sigurnosnih službi). Для виконання професійної та адміністративної роботи Ради національної безпеки і Ради з координації органів безпеки було утворено спеціальне Бюро Ради національної безпеки (Ured Vijeća za nacionalnu sigurnost).

### Після 2006
Систему безпеки і розвідки Хорватії реформовано в середині 2006 року шляхом прийняття Закону про систему безпеки і розвідки (Zakon o sigurnosno-obavještajnom sustavu). Закон встановив дві служби безпеки, які діють і сьогодні:
- Агентство безпеки і розвідки (Sigurnosno-obavještajna agencija, SOA)
- Управління військової безпеки і розвідки (Vojna sigurnosno-obavještajna agencija, VSOA).

## Устрій
Згідно з Конституцією Хорватії, президент республіки і прем'єр-міністр співпрацюють у спрямуванні діяльності служб безпеки. Призначення директорів органів безпеки підписують президент і прем'єр-міністр за попереднім висновком Комітету з питань внутрішньої політики та національної безпеки парламенту Хорватії.

### Операційний технологічний центр спостереження за телекомунікаціями
Операційний технологічний центр спостереження за телекомунікаціями  (хорв. Operativno-tehnički centar za nadzor telekomunikacija або OTC) — невеликий орган у структурі хорватської розвідувально-безпекової спільноти, відповідальний за впровадження та управління заходами таємного спостереження за послугами зв'язку. Директора центру призначає уряд на пропозицію Ради з координації органів розвідки і безпеки. Центр здійснює технічну координацію з операторами зв'язку в Республіці Хорватія, веде нагляд за організацією інформаційної безпеки в органах державної влади, керує виконанням заходів у галузі інформаційної безпеки та криптозахисту державних органів, має повноваження нагляду за роботою постачальників телекомунікаційних послуг у системі національної безпеки Хорватії.